# Michael de Sanctis
Michael de Sanctis, OSST (španělsky Miguel de los Santos, 29. září 1591, Vic, Katalánsko – 10. dubna 1625, Valladolid) byl španělský římskokatolický duchovní, člen řádu trinitářů. Římskokatolickou církví je uctíván jako světec a jeho liturgická památka připadá na 10. duben.

## Život
Narodil se jako Miguel Argemir a byl synem Enrico Argemira a Margaret Monserrady. Od roku 1603 žil v klášteře trinitářů v Barceloně. Řeholní sliby složil v klášteře sv. Lamberta v Zaragoze, kde pobýval v letech 1606-1607. Tehdy patřil k obutým trinitářům. Po přejití k trinitářům bosým musel opakovat noviciát a první sliby složil v roce 1609 v Alcalá de Henares. Teologii studoval postupně v La Solaně, Salamance a Baeze.
Po ukončení teologických studií byl vysvěcen na kněze a později působil jako kazatel. V roce 1622 byl zvolen představeným kláštera trinitářů ve Valladolidu. Byl znám svými mystickými zážitky. Napsal traktát Breve tratado de la tranquilidad del alma a je dochováno několik jeho dopisů. Zemřel ve Valladolidu v roce 1625.
Beatifikován byl 24. května 1779 a 8. června 1862 kanonizován.